# Ahlftener Flatt

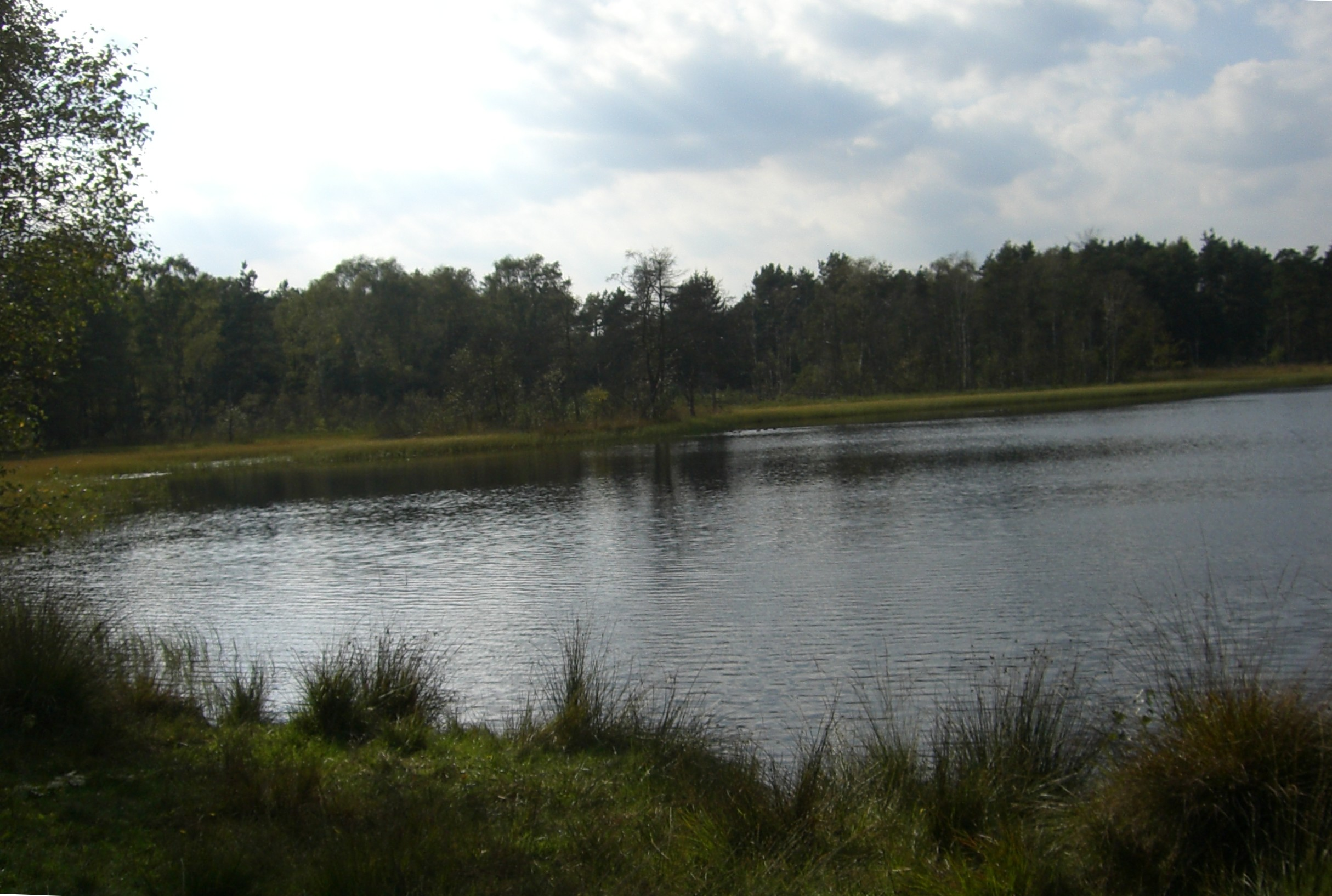
Ahlftener Flatt, September 2009

Das Ahlftener Flatt ist ein nördlich von Soltau befindlicher Heideweiher.
Der Weiher, der vermutlich durch Windausblasung entstanden ist, wird im Norden, Westen und Osten von Nadel- und Laubholzforsten eingerahmt. Im Süden befindet sich eine größere Viehweide. Seinen Namen verdankt er dem nahe gelegenen Soltauer Ortsteil Ahlften.

## Flora
Dank des sandigen Untergrundes enthält das Flatt nährstoffarmes Wasser. In ihm wachsen größere Bestände der Schnabelsegge (Carex rostrate) und des Schmalblättrigen Wollgrases (Eriophorum angustifolium). Dazu gesellen sich etliche Flatterbinsen (Juncus effusus), die auf den Beginn einer Eutrophierung hinweisen. Weiter am Ufer dominiert das Pfeifengras (Molinia caerulea). Im Westen grenzt eine größere Heidefläche mit einigen Wacholdern (Juniperus communis) an den Weiher, die jedoch von zahlreichen Gebüschen durchsetzt ist. In Bereich einer  vermoorten Senke gedeihen Moorlilie (Narthecium ossifragum), Weißes Schnabelried (Rhynchospora alba), Glockenheide (Erica tetralix), sowie Gewöhnliche Moosbeere (Vaccinium oxycoccos).

## Schutzstatus
Obwohl das Ahlftener Flatt zu den wenigen gut erhaltenen Heideweihern außerhalb des Naturschutzgebietes Lüneburger Heide gehört, hat es bisher lediglich den Status eines  Landschafts- und Wasserschutzgebietes, das 40,12 ha umfasst. 2011 wurde das Ahlftener Flatt in die Liste der Naturwunder der Lüneburger Heide aufgenommen.
Am nördlichen Ufer wird in den Sommermonaten gebadet, was zur Folge hat, dass die trittempfindliche Vegetation hier stellenweise stark geschädigt ist. In der Brutzeit vom 15. März bis zum 31. Mai ist das Betreten der Uferzone untersagt. Hunde sind grundsätzlich an der Leine zu führen.

## Sonstiges
1935 entstanden am Ufer des Weihers einige Außenaufnahmen für den Spielfilm Fährmann Maria mit Sybille Schmitz. Regie führte Frank Wysbar. Das Flatt wurde dabei als Fluss ausgegeben, der von einer Fähre überquert wird.